# スティーヴ・ヴァイ
スティーヴ・ヴァイ（Steve Vai、本名 Steven Siro Vai、1960年6月6日 -）は、アメリカのロックギタリスト、作曲家。
グラミー賞を第36回（1993年）、第44回（2002年）、第51回（2009年）の3回受賞した。フランク・ザッパが見出したミュージシャンの中で、最も商業的に成功した1人である。

## 来歴

### 少年時代
6歳よりオルガンを習い始め、耳にしたメロディーはすぐに弾けるまでに達した。10歳から13歳の間にはアコーディオンも演奏していた。
レッド・ツェッペリンと出会い、ロックに目覚める。13歳の頃に赤のTeisco del Reyを友人から5ドルで購入し、初めてギターを手に入れた。帰り道に立ち寄った楽器店で1セットの弦を購入、その足で「当時地元で有名だったギター講師」こと、ジョー・サトリアーニの元へ弟子入り。「そのころは弦の張り方も知らなかった」（本人談）。「スティーヴは5ドルで買ったとかいうとんでもない安物ギターと、3年前に買っておいたという弦を1セット手に持ってやってきた。お互い、まだもの凄く低いレベルにいたんだよ（笑）。でもその後、今考えても彼は素晴らしく上達が早かった。日増しに……というよりも、1時間毎に上達している感じだったな」（サトリアーニ談）。2番目に手に入れたギターはUnivoxのレスポールタイプ。

### フランク・ザッパのバンドでの活動

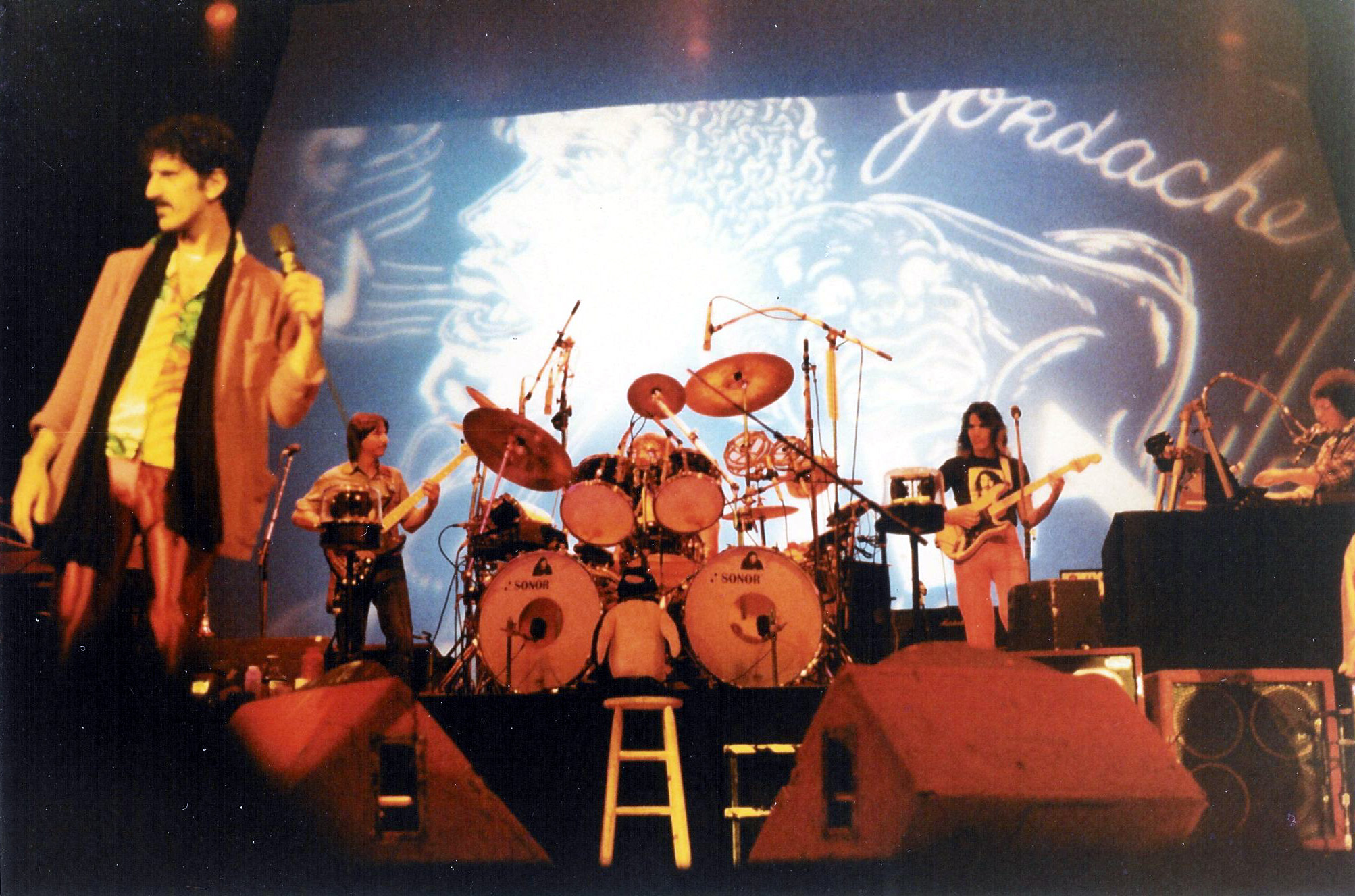
フランク・ザッパ時代 (1980年)

高校で楽典や音楽理論を習得し、1978年、バークリー音楽大学に入学。翌年に中退するも、それまでの功績が認められ2000年に同大学から名誉博士号（音楽）を授与された。在学中に養った採譜力をかわれ、フランク・ザッパのバンドの採譜役として雇われる。
1980年10月から12月までのザッパの北アメリカ・ツアーから、正式にザッパのバンドにギタリストとして加入。ヴァイに与えられたセクションネームは「Impossible Guitar Part」「Stunt Guitar」「Strut Abuse」などで、名前の通り主に作曲者ザッパの演奏不可能なパートを受け持つ。ライブのソロ・コーナーでは、聴衆やメンバーが持って来たミュージカルのスコアを初見で演奏する芸を披露。ザッパとの活動を続ける傍ら、セッションミュージシャンとして数多のアーティストとも競演する。
次いで、1981年9月から12月までの北アメリカ・ツアーと1982年5月から7月までのヨーロッパ・ツアーに参加。1982年、ザッパの演奏をヴァイが採譜したものを集めて『The Frank Zappa Guitar Book』が出版される。この年カリフォルニアに移住する。
1984年に、初のソロ・アルバム『フレクサブル』を発表。同年のザッパのツアーには不参加。

### アルカトラス移籍からデヴィッド・リー・ロスのバンドへ
1984年、グラハム・ボネットのバンド、アルカトラスからイングヴェイ・マルムスティーンが脱退したため、後任として加入。
1985年、元ヴァン・ヘイレンのデイヴィッド・リー・ロスから誘いを受けて、バック・バンドに加入。アルバム2枚に参加した後、バンドを脱退。かねてより構想を練っていたソロ・アルバムの作成にとりかかる。

### ソロ活動
1986年、元セックス・ピストルズのジョン・ライドンのバンド、パブリック・イメージ・リミテッドのアルバム『ALBUM』（CD版タイトルは『COMPACT DISC』）のレコーディングに参加（坂本龍一やジンジャー・ベイカー、ビル・ラズウェルらと競演）。
1986年、映画『クロスロード』（音楽監督は、ライ・クーダー）に悪魔に魂を売り渡したギタリスト「ジャック・バトラー」役で出演。終盤のギター対決では、テレキャスターを持ったギター少年「ユージン」と壮絶なギターバトルを展開する。
1989年、レベッカの12枚目のシングル「SUPER GIRL (SUPER REMIX)」にリード・ギターで参加。

### ホワイトスネイク加入
1989年、元ディープ・パープルのデイヴィッド・カヴァーデイルが結成した、ホワイトスネイクにレコーディング寸前に負傷で演奏が不能になってしまったエイドリアン・ヴァンデンバーグの代役として急遽加入し、アルバム『スリップ・オブ・ザ・タング』を製作。但し、ヴァイの「派手過ぎる」激しいギターソロ等は賛否両論が巻き起こった。特に「フール・フォー・ラヴィング」の原曲との違いは、ファンの内で議論の的となる。
続くワールドツアーにも参加。翌1990年に発表されたソロ・アルバム『パッション・アンド・ウォーフェア』はインストゥルメンタルアルバムでありながら全米18位・全英8位を記録する大ヒット作となった。

### ソロ活動への回帰
ホワイトスネイクのワールドツアーを終えてソロ活動に復帰したヴァイは新人ボーカリスト、デヴィン・タウンゼンドを発掘し、バンド名義「ヴァイ（Vai）」としてアルバム『セックス・アンド・レリジョン』を発表。1993年、ザッパのトリビュート・アルバム『Zappa's Universe: A Celebration of 25 Years of Frank Zappa's Music』に収録された「Sofa」と「Dirty Love」の2曲に参加し、「Sofa」によって第36回グラミー賞最優秀ロック・インストゥルメンタル・パフォーマンス賞を受賞した。1994年にはオジー・オズボーンとの競作、競演のセッションに参加。このときのセッションからオズボーンのアルバム『オズモシス』に彼が作曲した「マイ・リトル・マン」が収録される。
続いてソロ・アルバム『エイリアン・ラヴ・シークレッツ』、『ファイヤー・ガーデン』を発表。また、1997年、彼がコンセプトを立案して「クリスマス・タイム・イズ・ヒア」のカヴァーを演奏したクリスマス・アルバム『メリー・アックスマス』が発表された。彼は1998年に発表された続編『メリー・アックスマス2』でもエグゼクティヴ・プロデューサーとして関与したが演奏には不参加。
1999年、ソロ・アルバム『ウルトラ・ゾーン』を発表。『ウルトラ・ゾーン』の「エイジアン・スカイ」ではB'zと共演している。なお、ヴァイは後に松本孝弘のソロ・アルバム『華』収録の「#1090 [千夢一夜]」と「Romeo & Juliet」ではミックスを担当した。

### レーベル創設

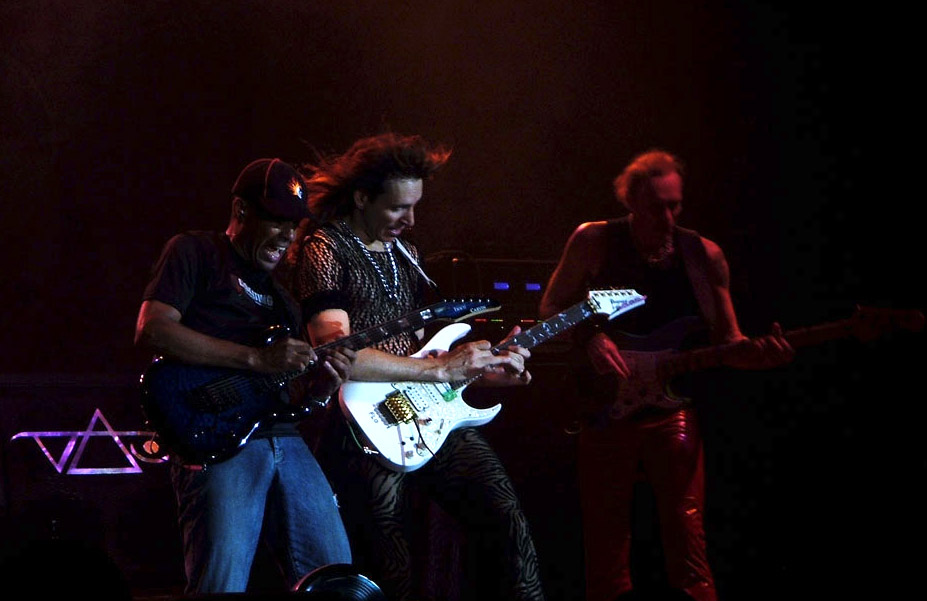
イタリア・ミラノ公演 (2005年10月)

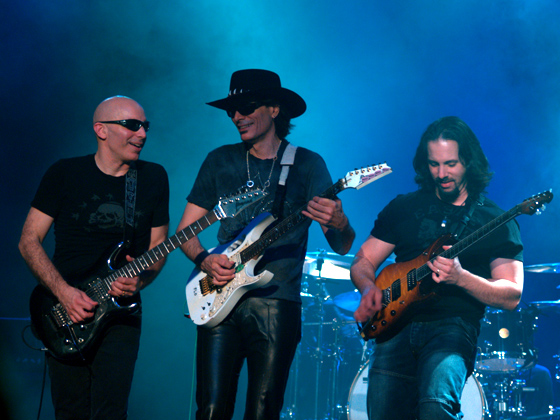
ジョー・サトリアーニ、ジョン・ペトルーシと共演 (2009年)

2000年、レーベル「Favored Nations」を設立。2004年にはジャズ部門を増設。
2002年、東京のサントリーホールで、野平一郎が作曲したエレクトリックギターと百人編成のオーケストラのための曲「炎の弦(La corde du feu)」を東京都交響楽団と世界初演。
2004年、マイクロソフトのテレビゲーム『halo 2』のメインテーマをギタリストとして担当。彼がオーケストラのために作曲した曲を、オランダでメトロポール・オーケストラと共に演奏し、一連の演奏シリーズは、The Aching Hungerと名付けられた。
2005年、約5年ぶりのスタジオ・アルバム『リアル・イリュージョンズ』を発表。「困難の連続である人生、その中で真理を探究する男」にまつわるお伽話「Real Illusions」と、そのストーリーに付随する音楽をアルバムにまとめることをコンセプトとした三部作の第1作目という位置付けだった。オープニングを飾る「ビルディング・ザ・チャーチ」は、テレビドラマ「医龍-Team Medical Dragon-」の挿入曲として、手術シーンを中心に使われた。
同年、パリでクラシック・ギタリスト、シャロン・イスビンと共演してデュアルギター（エレクトリックとクラシック）曲「The Blossom Suite」のプレミアを行う。
2006年、ツアーでドゥイージル・ザッパと競演。ザッパ・プレイズ・ザッパにも一部参加した。
2011年3月3日、母校バークリー音楽大学と提携し、NYのスタジオから30分間のギター・レッスンをライブ・ストリーミングした。レッスンには4,455人がアクセスしたとギネス・ワールド・レコーズから認定され「Largest Online Guitar Lesson（最大規模のオンライン・ギター・レッスン）」のギネス世界記録を樹立した。
2012年、7年前の2005年に発表した『リアル・イリュージョンズ』の続編で、彼が三部作の第2作目と位置付けたアルバム『ザ・ストーリー・オブ・ライト』を発表。収録曲「ノー・モア・アムステルダム」には、シンガーソングライターのエイミー・マンが作詞とボーカルで参加した。
2024年3月22日、サトリアーニとのジョイントツアー『SATCH-VAI』をフロリダ州オーランドより開始。また3月29日にサトリアーニとのコラボ曲「The Sea Of Emotion, Pt.1」を発表。翌30日には、サトリアーニの息子・Z.Z.が監督を務めた同曲のミュージック・ビデオがYouTubeでプレミア公開された。
同年4月、エイドリアン・ブリューらと共に、ブリュ―が在籍していた1980年代のキング・クリムゾンの楽曲をカバーするプロジェクト 「BEAT」を結成し、秋からツアーを開始する。

## 音楽性
- 作曲や即興演奏の際、スタンダードなロックギターのスタイルがペンタトニック・スケールの多用であることに対し、リディアン・スケールやミクソリディアン・スケールなど、多彩な旋法を作品に用いる。
- スタジオ・アルバムの7曲目は、バラードナンバーの指定席となっており、それだけを集めたコンピレーション・アルバム『セヴンス・ソング』も発売されている。
- アルバム『ファイヤー・ガーデン』からは、各アルバムの数曲でボーカルも担当。「喉のコンディションを保たなくてはならないし、ボーカリストの苦労がよくわかった」と、インタビューで語っている[要出典]。
- 楽曲の制作では突拍子もない所からユニークな発想を得ることも多い。彼が開発に関わったEventide社のウルトラハーモナイザー等のエフェクターを自宅のスタジオで試して、その音源をストックしておいたものを楽曲のアイデアに盛り込んだり、アルバム『The Story Of Light』収録の「Weeping China Doll」という曲では、自宅のフェンスで花を咲かせていたバラを、彼の妻が手入れしている様子を眺めていたところ、「バラの花とフェンスが楽譜のように見えた」というところからその花を付けていたフェンスを撮影し、それをパソコンに取り込み、画像を見てそれを基に楽譜に書き起こしてメロディを作るという、一風変わった発想によって楽曲を制作している。ちなみに彼曰く、そのバラの種類が「China Doll」という名前との事。ミニアルバム『エイリアン・ラヴ・シークレッツ』の日本盤ボーナストラックに収録された「San-San Nana-Byoushi(三三七拍子)」は、来日時に耳にした三三七拍子のリズム感の面白さから、これを基に作曲したものとなっている。

## 人物

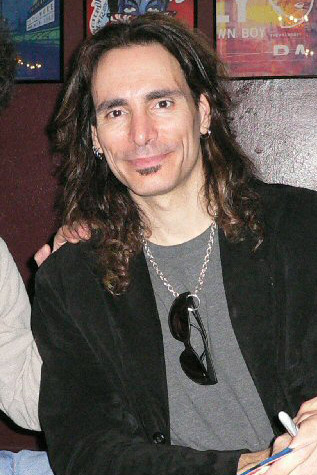
(2007年)

- エキセントリックな作風とは裏腹に、冷ややかな知性を持った人物である。議論や口論をする際にも、声を荒らげることはない。彼の音楽を理解しようとしないインタビュアーや評論家に対しては、意見の相違を逆手にとり、巧みに言葉を使い分けて相手を混乱に陥れ、弄ぶこともある。争いを好まず、諍いがおこると自ら身を引いてしまう。バンド内で音楽性の衝突を感じた場合は、メンバーと戦うのではなく、脱退という道をとる。その後も言い訳じみた発言はせず、沈黙してしまう。
- 誰もが認める一流のアーティストであるが、同時に頭も切れる人物である。ザッパのバンドにいた時代のエピソードとして、以下のようなものがある。当時、ザッパのレコーディングスタジオには多くの機材があり、中には使われていないものもあった。ヴァイは、ザッパに許可を得てそれらを借り出し、自身で使用すると共に、友人などに有料で又貸しをしていた。その料金を貯めて自身でも機材を購入し、それも貸し出した。こうして徐々に得た金で、最終的には自宅にレコーディングスタジオ並みの機材を揃え、ファースト・アルバムの『フレクサブル』を録音した。こうして、すでに出来上がったマスターテープを持ってレコード会社と契約したために、通常ならレコーディング費用の返済に充てられるべき収入のほとんどを、懐に入れることができた。又貸しなど道義的に問題を含んだ手法ではあるが、発想や着眼点は興味深い（ヴァイを可愛がっていたザッパが、遠回しにそうするようにし向けたとの説もある）。
- 子供の頃は、周囲がブルースに固執していた事から、ブルースが嫌いであった。現在は、ブルースも好むようになり、楽曲にブルージーな泣きも導入されるようになったが、自身がそれを弾く時は「みんながやっている事と同じようにプレイするな」と、差別化を図るよう自らに言い聞かせている。
- ファンをとても大切にし、コンサート終了後に裏口で彼を待っているファンを必ず訪れ挨拶をする。サインや写真を頼めば快く承諾してくれる。また、プラチナチケットを買ったファンでなくとも公演後に時間があればひとりひとり話をする機会を設け、質問も受け付ける。
- 意外にも私生活では時間にルーズであるらしい。妻は、デビュー前のヴィクセンのベーシストだった、ピア・マイオッコ。
- ベジタリアンであり、動物性たんぱく質を一切摂取しない。自宅には専用のピラミッドがあり、『パッション・アンド・ウォーフェア』製作時には、その中に入って瞑想したりもしていた。また同時期、自分にしかわからない言葉で日記をつけていた。
- ライヴでは、必ずと言ってよいほど巨大な送風機が設置され、風を受けつつ、長髪を棚引かせながら、活き活きとギターを弾く様が、一流ギタリストとしての余裕と風格を醸し出している。
- ステージ上における音質やノイズ問題にはシビアな考えを持っており、激しくステージ上を駆け回る際でも極力ワイヤレスの使用は避けて、長いケーブルで対応していたり、エレキギターから人体に伝わる電磁波をアースに効率よく落とすために床にペルシャ絨毯などを敷いている。

## 使用機材
ザッパ時代及びアルカトラズ初期は改造したストラトキャスターを使用（ヴァイはこれを"whale guitar"と呼んで大事にしていた）。その後ジャクソン、カーヴィン等を経てアイバニーズとエンドース（アイバニーズのシグネイチャーモデル"JEM"を作成）。そのギターは最初の使用から現在に至るまで継続されている（サスティナー搭載モデルや12弦/6弦/6弦フレットレスのトリプルネックギター、各ポジションでのイントネーションを正確にする機構となる湾曲フレット「トゥルー・テンペラメント・フレッツ」のモデルも在り）。
JEMモデルの中でもメインにして使用しているのがEVOとFLOと呼ばれる個体で、それらをヴァイが気に入って使っている理由としては、それらのネックとボディは叩くとユニゾンの音程で共鳴するからとの理由をあげている（個体によってはネックとボディの共鳴が三全音になったり減音程になったりして好ましく無いらしい）。
前後ピックアップにハムバッカーを、センターにシングルコイルを配する配列と、五連スイッチと言うスタイルは、アイバニーズの「RG」と、それを基に開発された彼が愛用しているシグネイチャーモデル「JEM」シリーズが、市販のギターとしては最も初期の例の一つである。元々この仕様のピックアップ配列は、かつて使用していた大掛かりな改造が施された1970年代のフェンダー・ストラトキャスターに端を発している。
現在は使用する機会が減っているが、ホワイトスネイクに参加した頃から、アイバニーズの7弦ギター"ユニヴァース"を使用し、ソロ・アルバム『パッション・アンド・ウォーフェア』ではほぼ全面的に使用している。KORNのマンキィ（ジェームズ・シェイファー）は、『パッション・アンド・ウォーフェア』に衝撃を受けて7弦ギターを弾くようになった。
アンプとキャビネットはカーヴィンのシグネイチャーモデル「Legacy」を使用（かつてはマーシャルやメサ・ブギー（en:Mesa Boogie）等を使用）。
ディストーションペダルはアイバニーズのシグネイチャーモデル"Jemini"を使用しているようである（2016年現在は生産が打ち切られている。かつては永らくボス社のDS-1をKeeley Electronicsがモディファイしたものを愛用していた）。
ワウペダルにモーリー社のバッドホーシー。フェイザーにエドワード・ヴァン・ヘイレンモデルのMXRフェイズ90。ほかハーモナイザーに、イーヴンタイドのウルトラハーモナイザーを使っているが、これは彼自身が開発に参加しており、彼のプログラミングしたチューンがプリセットされている。彼はレコーディングに限らずステージでもこれらをラックに組み込んでいる。

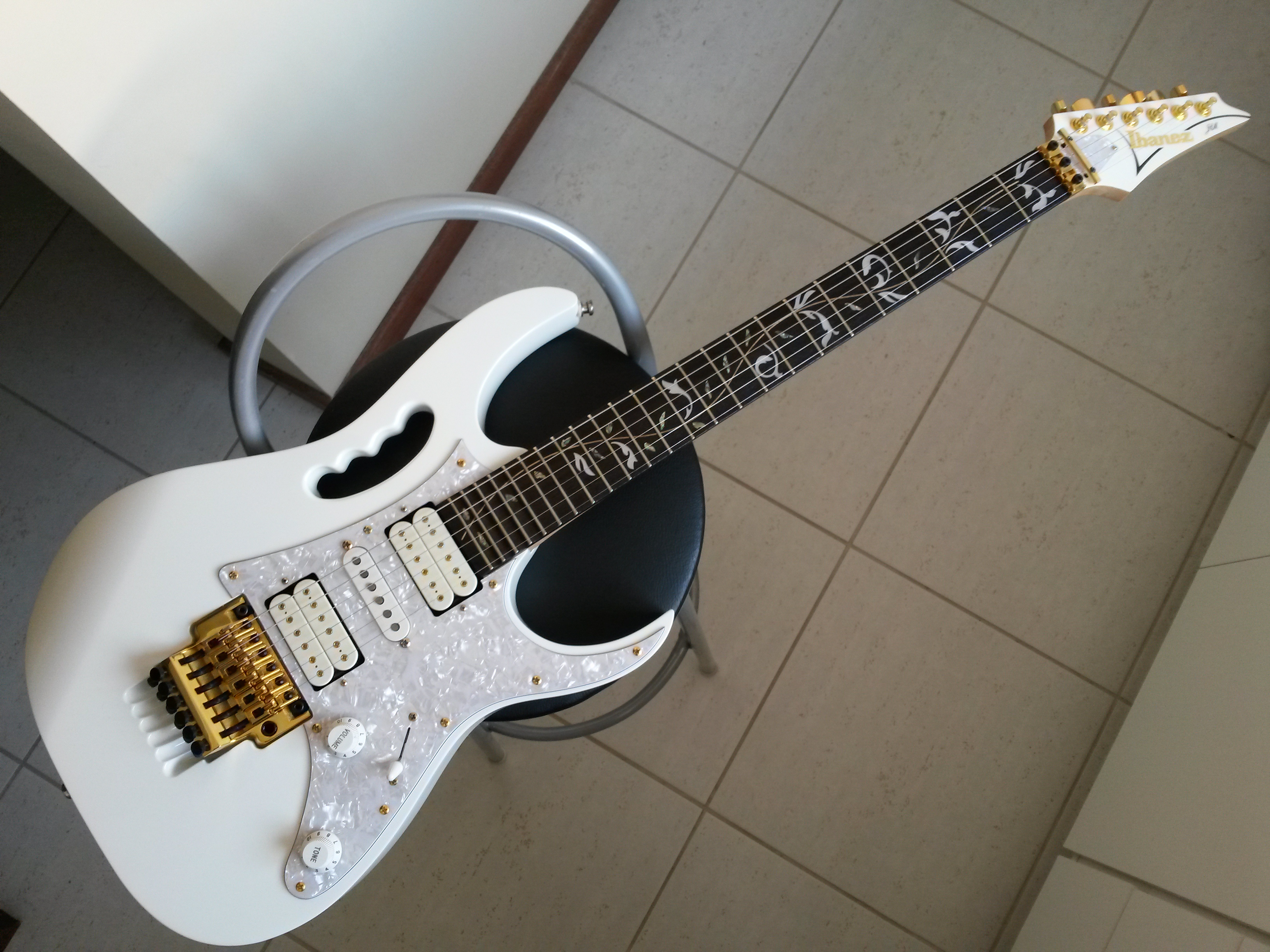
アイバニーズ「JEM7VWH」シグネイチャーモデル
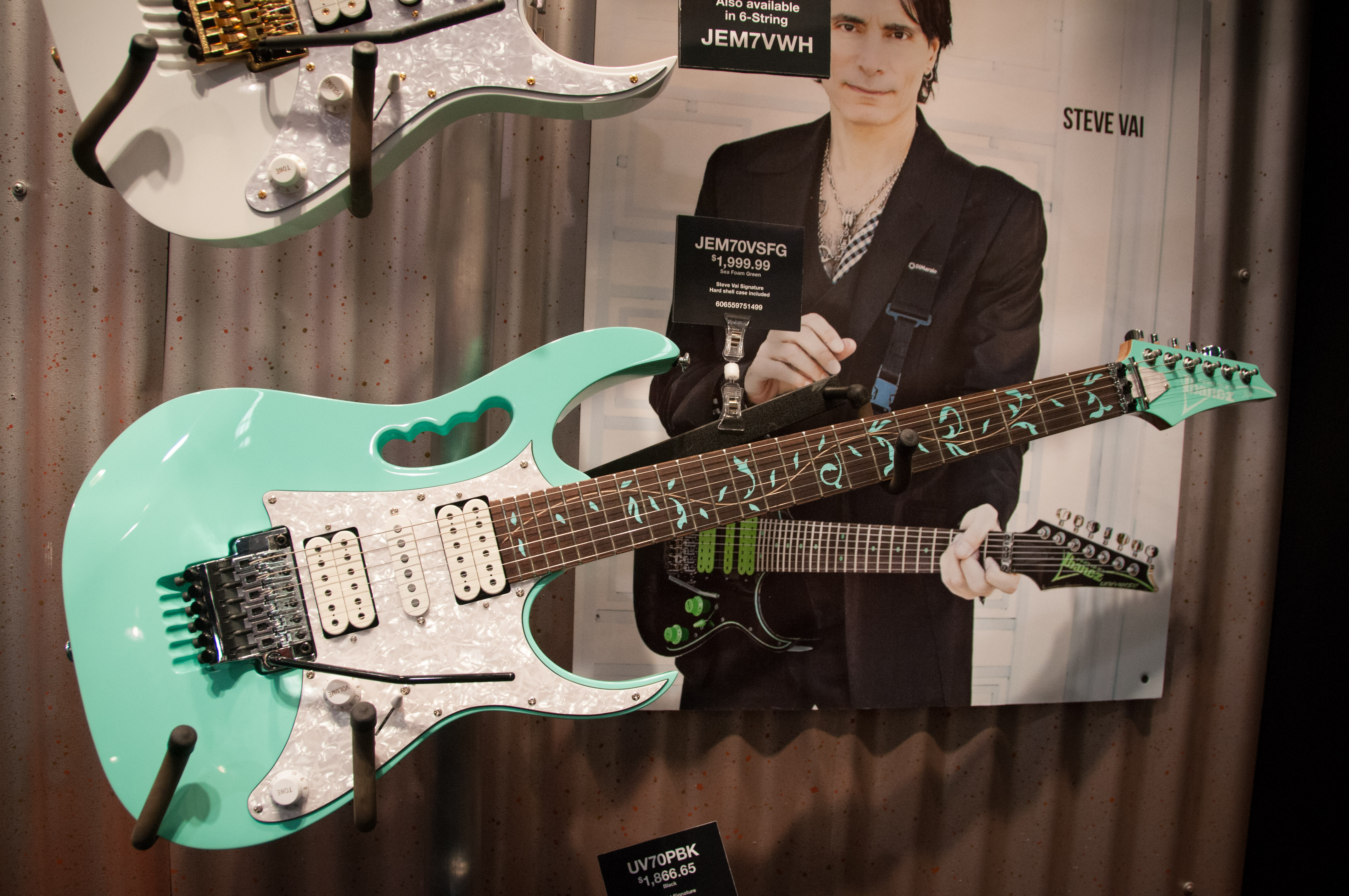
アイバニーズ「JEM70V-SFG」シグネイチャーモデル
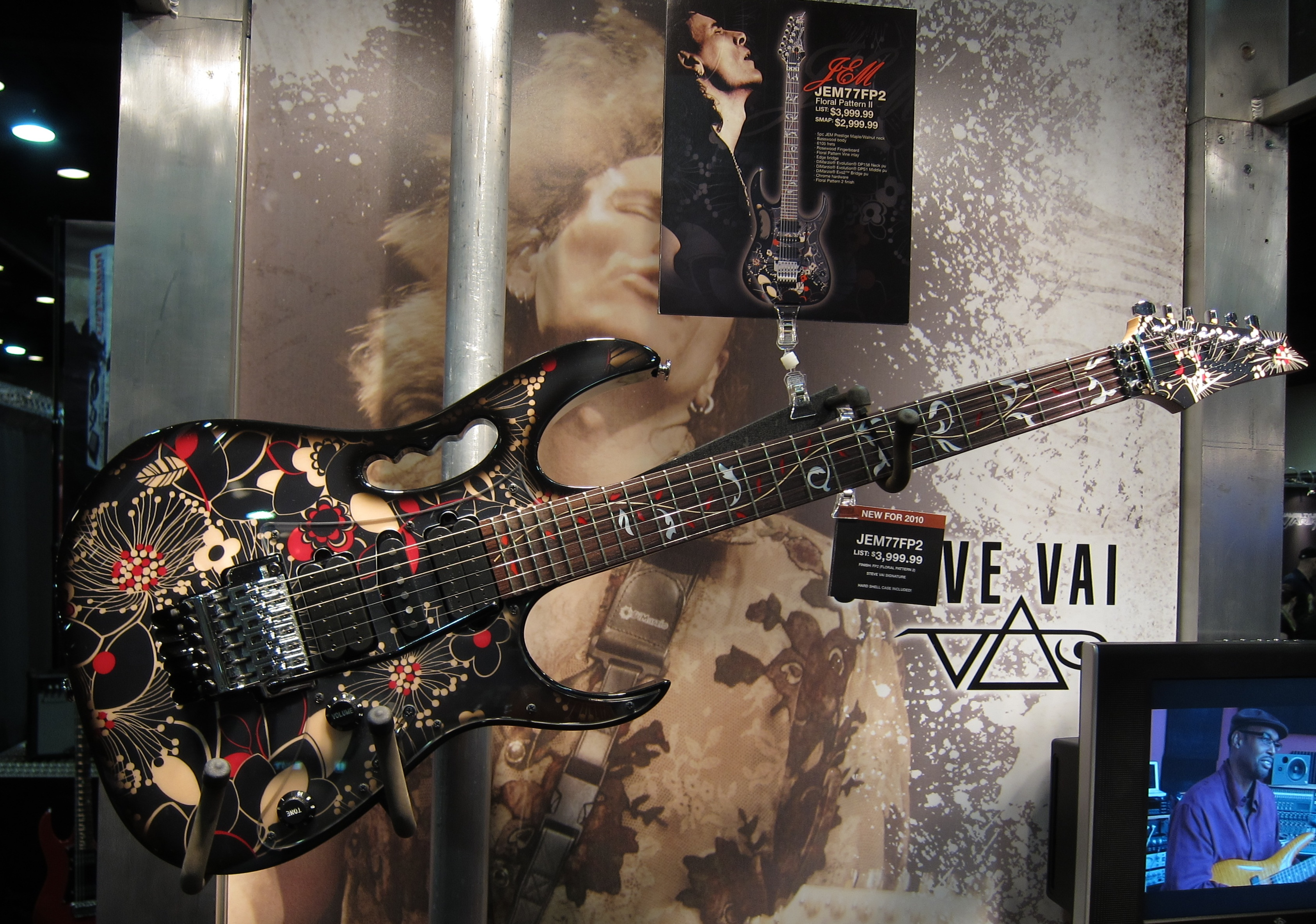
アイバニーズ「JEM77FP2」シグネイチャーモデル
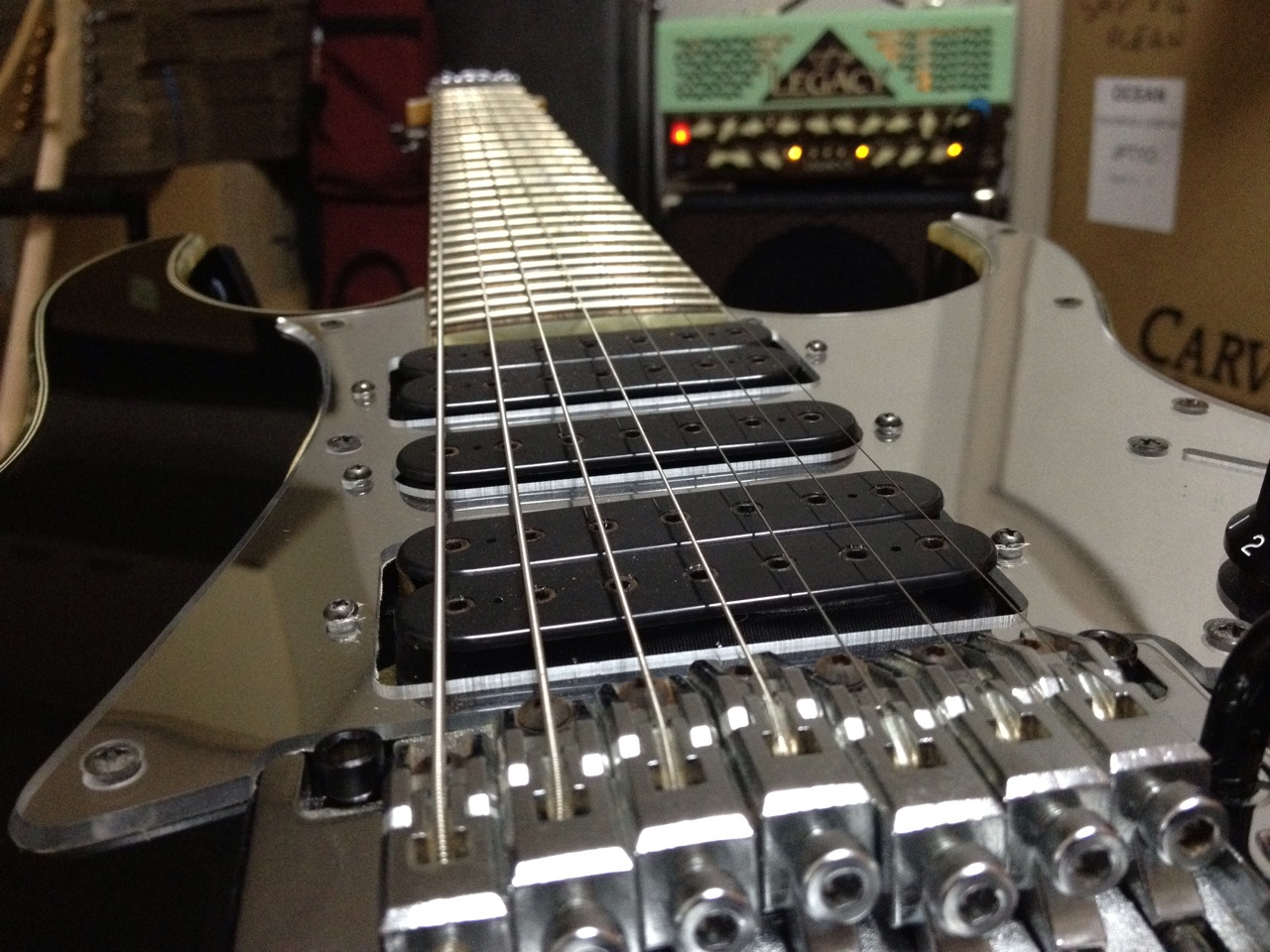
アイバニーズ 7弦ギター「ユニヴァース」
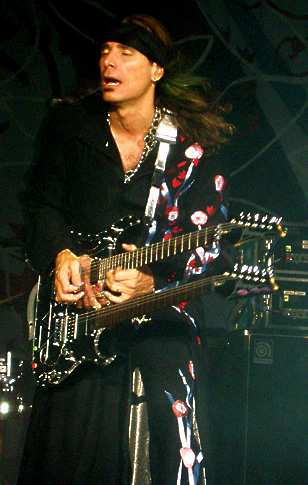
アイバニーズ・ダブルネック・シグネイチャーモデル
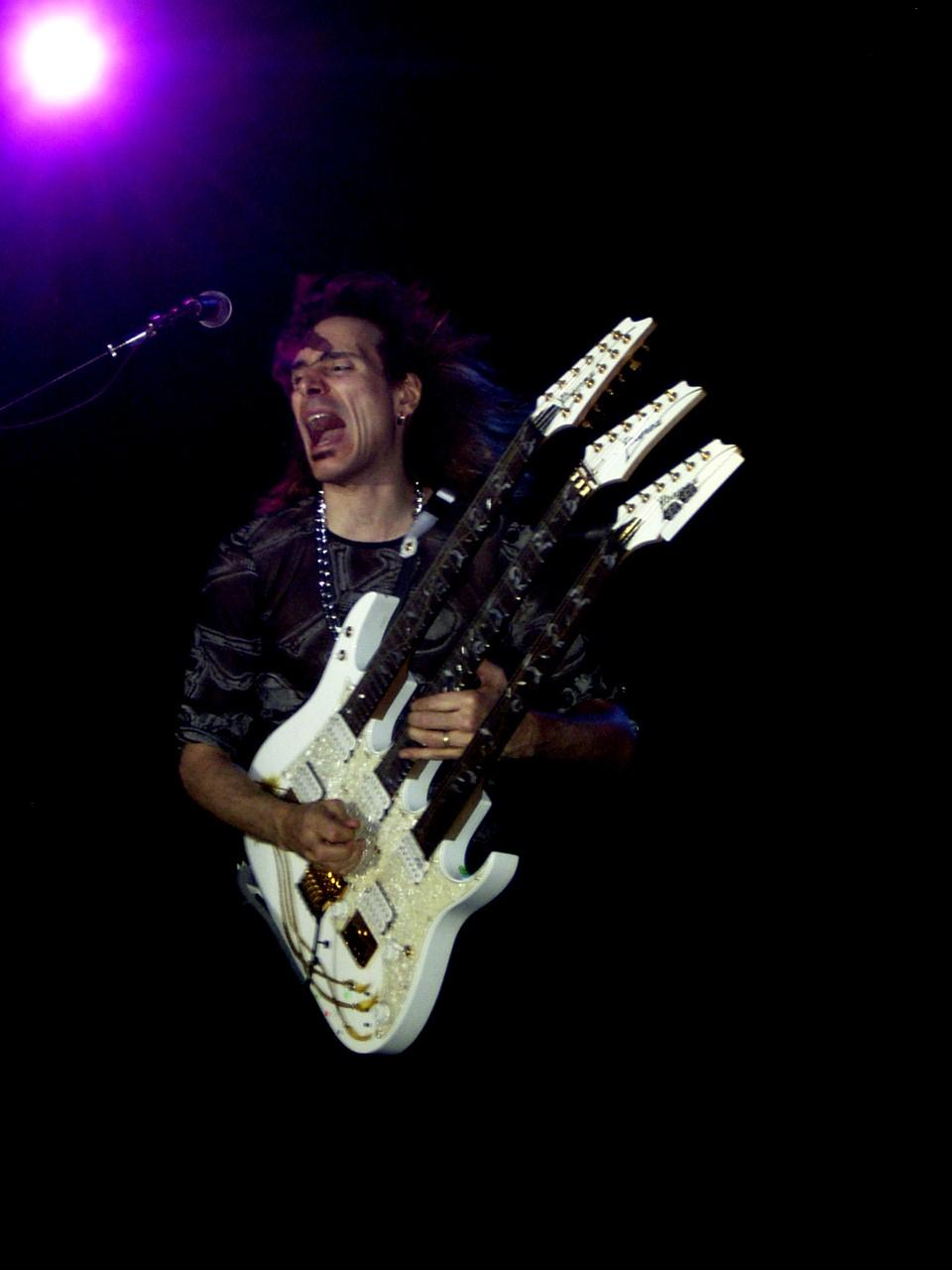
アイバニーズ・トリプルネック・シグネイチャーモデル

## ディスコグラフィ

### ソロ・アルバム
- 『フレクサブル』 - Flex-Able (1984年)
- 『フレクサブル・レフトオーヴァーズ』 - Flex-Able Leftovers (1984年) ※EP
- 『パッション・アンド・ウォーフェア』 - Passion and Warfare (1990年)
- 『セックス・アンド・レリジョン』 - Sex & Religion (1993年) ※ヴァイ名義
- 『エイリアン・ラヴ・シークレッツ』 - Alien Love Secrets (1995年) ※EP
- 『ファイヤー・ガーデン』 - Fire Garden (1996年)
- 『ウルトラ・ゾーン』 - The Ultra Zone (1999年)
- 『セヴンス・ソング』 - The 7th Song (2000年) ※アルバムの7曲目を集めたバラード集
- 『アライヴ・イン・ウルトラワールド』 - Alive in an Ultra World (2001年) ※ライブ盤
- 『イルーシヴ・ライト・アンド・サウンドVol.1』 - The Elusive Light and Sound Vol. 1 (2002年) ※映画等の提供音楽集
- FZ Original Recordings; Steve Vai Archives, Vol. 2 (2001年)
- 『ミステリー・トラックス〜アーカイヴVol.3』 - Mystery Tracks - Archives Vol.3 (2003年)
- Various Artists - Archives Vol. 4 (2003年)
- 『アンソロジー』 - The Infinite Steve Vai: An Anthology (2003年) ※ファン投票によって選曲されたベスト盤
- Live In London (2004年)
- Piano Reductions Vol.1: Performed by Mike Keneally (2004年)
- 『リアル・イリュージョンズ』 - Real Illusions: Reflections (2005年)
- 『サウンド・セオリーズVol.1 & 2』 - Sound Theories Vol. I & II (2007年) ※既存の曲をオーケストラ用にアレンジして自演したVol.1と、自作のオーケストラ曲を収録したVol.2のCD2枚組
- Naked Tracks (2008年)
- 『ワイルド・シング』 - Where the Wild Things Are (2009年) ※ライブ盤
- Where the Other Wild Things Are (2010年) ※ライブ盤。『ワイルド・シング』に収録されなかった音源を収録
- 『ザ・ストーリー・オブ・ライト』 - The Story of Light (2012年)
- 『スティルネス・イン・モーション〜ライヴ・イン・ロサンゼルス』 - Stillness in Motion - Vai Live In L.A. (2015年) ※ライブ盤
- 『モダン・プリミティヴ』 - Modern Primitive (2016年)
- 『インヴァイオレット』 - Inviolate (2022年)
- 『ヴァイ/ガッシュ』 - Vai/Gash (2023年) ※1991年録音

### フランク・ザッパ
- 『ティンゼル・タウン・リベリオン』 - Tinseltown Rebellion (1981年)
- 『黙ってギターを弾いてくれ』 - Shut Up 'n Play Yer Guitar (1981年)
- 『ユー・アー・ホワット・ユー・イズ』 - You Are What You Is (1981年)
- 『たどり着くのが遅すぎて溺れる魔女を救えなかった船』 - Ship Arriving Too Late to Save a Drowning Witch (1982年)
- 『ザ・マン・フロム・ユートピア』 - The Man from Utopia (1983年)
- 『ゼム・オア・アス』 - Them or Us (1984年)
- 『シング・フィッシュ』 - Thing-Fish (1984年)
- 『ミーツ・ザ・マザーズ・オブ・プリヴェンション』 - Frank Zappa Meets the Mothers of Prevention (1985年)
- 『ジャズ・フロム・ヘル』 - Jazz from Hell (1986年) ※1曲のみ参加
- 『ギター』 - Guitar (1988年) ※ヴァイ在籍時のライブ音源も含まれている

### アルカトラス
- 『ディスタービング・ザ・ピース』 - Disturbing the Peace (1985年)
- 『アルカトラス - ディスタービング・ザ・ピース・ツアー - ライヴ・イン・ジャパン 1984.10.10 オーディオ・トラックス』 - Disturbing the Peace Tour Live in Japan 1984.1.28 Audio Tracks (2010年)

### デイヴィッド・リー・ロス
- 『イート・エム・アンド・スマイル』 - Eat 'Em and Smile (1986年)
- 『スカイスクレイパー』 - Skyscraper (1988年)

### ホワイトスネイク
- 『スリップ・オブ・ザ・タング』 - Slip of the Tongue (1989年)
- 『ライヴ・アット・ドニントン 1990』 - Live at Donington 1990 (2011年)

### G3
- 『G3ライヴ』 - G3 Live In Concert (1997年)
- 『G3 ライヴ:ロッキン・イン・ザ・フリー・ワールド』 - G3 - Rockin' In The Free World (2004年)
- 『G3 ライヴ・イン・トーキョー』 - G3 - Live In Tokyo (2005年)

### 参加作品
- Munetaka Higuchi with Dream Castle『Free World』（1997年）
- アル・ディ・メオラ: 『インフィニット・デザイア』 - The Infinite Desire (1998年) ※10曲目「Race with Devil on Turkish Highway」に参加[19]
- スティーヴ・ルカサー: 『サンタメンタル』 - Santamental (2003年) ※4曲目「Carol of the Bells」に参加
- マイク・スターン: 『ビッグ・ネイバーフッド』 - Big Neighborhood (2009年) ※1曲目「Big Neighborhood」、7曲目「Moroccan Roll」に参加[20]
- オリアンティ: 『ビリーヴ』 - Believe (2009年) ※10曲目「Highly Strung」に参加[21]
- 『ディープ・パープル マシン・ヘッド・トリビュート:リ・マシンド』 - Re-Machined: A Tribute to Deep Purple's Machine Head (2012年)

## 来日公演

### 単独公演
- Fire Garden Tour（1997年）
  - 1月26日 川崎 クラブチッタ川崎
  - 1月27日 名古屋 愛知厚生年金会館
  - 1月29日 大阪 大阪フェスティバルホール
  - 1月30日 東京 渋谷公会堂
  - 1月31日 東京 東京厚生年金会館
- The Ultra Zone Tour（2000年）
  - 1月26日 大阪 Zepp大阪
  - 1月29日 横浜 横浜ベイホール
- The Story of Light Tour（2013年）
  - 7月30日 名古屋 名古屋クラブクアトロ
  - 7月31日 大阪 梅田クラブクアトロ
  - 8月01日 東京 赤坂BLITZ
  - 8月02日 横浜 横浜ベイホール
- STEVE VAI LIVE 2014（2014年）
  - 7月07日 東京  Billboard Live TOKYO
  - 7月10日 大阪  Billboard Live OSAKA
- Inviolate Tour（2023年）
  - 10月16日 大阪 Zepp難波
  - 10月17日 東京 豊洲PIT

### フェス
- ROCK AROUND THE BAY '97（1997年）
  - 8月16日・17日 東京 有明レインボータウン レインボーステージ 
    - モトリー・クルー、ザック・ワイルドと共演
- G3 2005 Japan Tour（2005年）
  - 5月05日 東京 Zepp東京
  - 5月06日 大阪 グランキューブ大阪
  - 5月08日 東京 東京国際フォーラム
  - 5月09日 名古屋 愛知県芸術劇場
  - 5月10日 広島 広島郵便貯金ホール
    - 主催者ジョー・サトリアーニ、ジョン・ペトルーシと共演
- UDO MUSIC FESTIVAL（2006年）
  - 7月22日 小山 富士スピードウェイ
  - 7月23日 泉大津 泉大津フェニックス
- GENERATION AXE -A NIGHT OF GUITARS-（2017年）[注 8]
  - 4月3日 名古屋 Zepp名古屋
  - 4月4日 大阪 Zepp難波
  - 4月6日・7日 東京 Zepp東京
- GENERATION AXE -The Guitars That Destroyed The World-（2019年）[注 8]
  - 11月25日 福岡 Zepp福岡
  - 11月26日 大阪 Zepp難波
  - 11月28日 名古屋 Zepp名古屋
  - 11月29日 東京 豊洲PIT